# 上坂樹里
上坂 樹里（こうさか じゅり、2005年〈平成17年〉7月14日 - ）は、日本の女優、ファッションモデル。神奈川県出身。エイベックス・マネジメント・エージェンシー所属。

## 略歴
エイベックスが主催する中学生までを対象とするエンタメコンテスト「キラチャレ2017」に参加し、モデル部門の審査員特別賞を受賞する。
2018年、第5期ジュエルナガールに選ばれる。『プチ☆コレ8』が初披露、その後はカタログモデルなどを務める。
2019年、エイベックス所属者6名で動画配信のためのユニット「南青山少女隊」が結成され、メンバーに選ばれる。2020年12月に卒業。
Seventeen専属モデルオーディションへ四度挑み、「ミスセブンティーン2021」で合格する。2021年8月18日に「Seventeen夏の学園祭2021」がオンライン開催され、上坂を含む5名の合格者がお披露目された。同年LINE NEWSにて配信されたドラマ『そらぞら』で女優デビュー。
2022年5月9日、VISIONにて配信されたショートドラマ『可愛くなったらさようなら』でドラマ初主演。同年10月10日、NHKにて放送された『ヒロイン誕生!ドラマチックなオンナたち』第2話で主演を務め、地上波テレビドラマ初出演で初主演。
2023年3月24日、NHKにて放送された特集ドラマ『生理のおじさんとその娘』で主人公の娘であるヒロイン・光橋花役を演じた。同作は同年10月24日、東京ドラマアウォード2023で作品賞（単発ドラマ部門）を受賞し、授賞式に出席した。同年11月30日、10月期フジテレビ系木曜劇場『いちばんすきな花』第8話で民放ドラマ初出演し、物語で重要なキャラクターであった美鳥ちゃんの中学生時代を演じ、その整ったルックスと透明感溢れるナチュラルな美しさが注目され、「可愛い」と話題を集める。
2024年7月期フジテレビ系金9ドラマ『ビリオン×スクール』で連続ドラマに初めてレギュラー出演。
2026年前期のNHKの朝の連続テレビ小説『風、薫る』において、2,410人が参加したオーディションで選ばれ、見上愛と共にヒロインを演ずる。

## 人物
- 三姉妹の末子。幼少の頃は、姉のお下がりをよく着ていて、ファッションへの関心は低かった。その一方で芸能界へ憧れを持ち、アイドルになることを夢見た頃もあった[11]。
- 小学校2年生から6年生まで新体操をやっていた[21][22]。
- 小学校で児童会の会長、中学校では生徒会の副会長と会長を歴任する[9][23]。
- 「TOKYO GIRLS AUDITION 2017」の二次審査で緊張のあまり名前と年齢を言い忘れるが[24]、その後も駒を進め、ファイナリストとして[25][26]、さいたまスーパーアリーナのランウェイを歩んだ[27][28][29]。

## 出演

### テレビドラマ
- ヒロイン誕生!ドラマチックなオンナたち 第2話（2022年10月10日、NHK総合） - 北林谷栄 役・レポーター
- 生理のおじさんとその娘（2023年3月24日、NHK総合） - ヒロイン・光橋花 役[30]
- いちばんすきな花 第8話（2023年11月30日、フジテレビ） - 志木美鳥（中学生）役[18]
- あれからどうした 第2話「久保家の隠しごと」（2023年12月27日、NHK総合） - ヒロイン・久保絵梨花 役[31]
- となりのナースエイド 第7話（2024年2月21日、日本テレビ） - 香澄 役[32]
- ビリオン×スクール（2024年7月5日 - 9月13日、フジテレビ） - 梅野ひめ香 役[19]
- 御上先生（2025年1月19日 - 3月23日、TBS） - 東雲温 役[33][34]
- TRUE COLORS 第3話 - （2025年1月19日 -、NHK BSプレミアム4K・NHK BS） - 立花海咲（中高生時代）役[35]
- いつか、無重力の宙で（2025年9月8日〈予定〉 - 、NHK総合） - 日比野ひかり（高校時代） 役[36]
- 連続テレビ小説 風、薫る（2026年前期〈予定〉、NHK総合） - 主演・大家直美 役（見上愛とW主演）[37]

### 配信ドラマ
- そらぞら（2021年、LINE NEWS）[11][38][39]
- 可愛くなったらさようなら（2022年5月9日、VISION） - ナナ 役[15]
- 『ビリオン×スクール』FODオリジナルストーリー（2024年9月13日、FOD） - 梅野ひめ香 役[40]

### ラジオドラマ
- 青春アドベンチャー（NHK-FM放送）
  - 『リフレイン -私とおじいちゃんの捜査ノート-』（2025年6月9日 - 13日）[41] - 主演・相川夏希 役

### 報道特別番組
- 戦後80年特別番組『なぜ君は戦争に? 綾瀬はるか×news23』ドラマパート（2025年8月14日、TBS） - 主演・芳子 役[42]

### ランウェイ
- Rakuten GirlsAward 2023 AUTUMN/WINTER（2023年9月30日、幕張メッセ）[43]

### CM
- オプテージ 「eo光ネットNetflixパック」（2021年）[21][44]
- セブンイレブン「いい日になあれ」
- 大塚製薬「オロナミンCドリンク」（2025年）[45]

### 広告
- 全国消防協会 春の火災予防運動（2021年）[21][46][47]
- 駿台予備学校（2021年）[48][49]
- 旭ホールディングス株式会社 ホールディングス化記念ショートフィルム「まち、ひと、未来にかがやきを」（2022年）
- キョウコとマナブ 東強STORY (2023年)

### MV
- yutori「モラトリアム」（2022年）[50]
- This is LAST「ヨーソロー」（2023年）[51]
- Saucy Dog「この長い旅の中で」（2024年）[52]
- indigo la End「ラムネ」（2024年）

### イベント
- Seventeen 夏の学園祭
  - Seventeen夏の学園祭2023（2023年8月23日、東京ドームシティ プリズムホール）[53]

## 書籍

### 雑誌連載
- Seventeen（2021年 - 、集英社） - 専属モデル[54][55]

### 写真集
- 『日日是好日』（2025年7月14日、幻冬舎）[56]